# سده ۱۴ (خورشیدی)
سده چهاردهم هجری خورشیدی، سده‌ای است که از ۱ فروردین سال ۱۳۰۱ هجری خورشیدی آغاز شد و در پایان ۲۹ اسفند سال ۱۴۰۰ هجری خورشیدی پایان یافت.
در طول این سده در ایران سلطنت قاجار، سلطنت پهلوی و نظام جمهوری اسلامی در راس کار بودند. 
قرن ۱۴ خورشیدی برای افغانستان دوره‌ای از تحولات عمیق بود: از استقلال در ۱۲۹۸ با امان‌الله خان و اصلاحات مدرن مانند آموزش زنان و حذف حجاب اجباری، تا پایان سلطنت با جمهوری داوود خان در ۱۳۵۲، تهاجم شوروی در ۱۳۵۸، جنگ‌های داخلی مجاهدین، و ظهور طالبان در ۱۳۷۵ که محدودیت‌های سخت‌گیرانه فرهنگی و اجتماعی را تحمیل کرد. پس از ۱۳۸۰، دسترسی به آموزش، رسانه‌های مدرن و فناوری افزایش یافت، اما بازگشت طالبان در ۱۴۰۰ دوباره محدودیت‌هایی را به همراه آورد، این سده با چرخه‌ای از امیدهای کوتاه‌مدت و شکست‌های بلندمدت، نوسازی، بی‌ثباتی سیاسی، تغییرات قومی و مذهبی ساختار اجتماعی و فرهنگی کشور را شکل داد و با تداوم بحران امنیت، اقتصاد و مهاجرت، به پایان رسید.
| سده‌ها: | سده ۱۳ - سده ۱۴ - سده ۱۵                          |
| دهه‌ها: | ۱۳۰۰ ۱۳۱۰ ۱۳۲۰ ۱۳۳۰ ۱۳۴۰ ۱۳۵۰ ۱۳۶۰ ۱۳۷۰ ۱۳۸۰ ۱۳۹۰ |

## رویدادها
- ۱۳۰۴
  - پایان سلطنت قاجار با برکناری احمدشاه و آغاز سلطنت پهلوی با پادشاهی رضاشاه
- ۱۳۰۵
  - ساخت راه‌آهن سراسری ایران
- ۱۳۲۰
  - حمله مشترک بریتانیا و شوروی و اشغال ایران در جنگ جهانی دوم
  - برکناری و تبعید رضاشاه و آغاز پادشاهی محمدرضا پهلوی
  - آغاز قحطی ۱۳۲۲–۱۳۲۰ ایران
  - شورش نان در تهران
  - شیوع بیماری تیفوس در تهران به دلیل وخامت وضع زندگی مردم هنگام اشغال نظامی ایران در جنگ جهانی دوم
- ۱۳۲۳
  - درگذشت رضاشاه پهلوی
- ۱۳۲۵
  - بازپس‌گیری آذربایجان، سقوط حکومت خودمختار آذربایجان و جمهوری مهاباد و شکست شوروی در تجزیه ایران
- ۱۳۲۸
  - ترور عبدالحسین هژیر توسط گروه فدائیان اسلام
- ۱۳۲۹
  - ترور حاجعلی رزم‌آرا توسط گروه فدائیان اسلام
  - ملی شدن صنعت نفت ایران
- ۱۳۳۲
  - کودتای ۲۸ مرداد، سرنگونی دولت محمد مصدق، آغاز دولت فضل‌الله زاهدی و بازگرداندن محمدرضا پهلوی به سلطنت
- ۱۳۳۴
  - تیرباران چند تن از اعضای اصلی گروه فدائیان اسلام از جمله سید مجتبی نواب صفوی
- ۱۳۳۸
  - ازدواج محمدرضا پهلوی با فرح دیبا
- ۱۳۴۰
  - درگذشت سید ابوالقاسم کاشانی
- ۱۳۴۱
  - تصویب منشور انقلاب سفید
- ۱۳۴۲
  - حمله مأموران ساواک به مدرسه فیضیه قم
  - تظاهرات ۱۵ خرداد در پی بازداشت سید روح‌الله خمینی در انتقاد به تصویب‌نامه انجمن‌های ایالتی ولایتی و انقلاب سفید
- ۱۳۴۳
  - تصویب لایحه کاپیتولاسیون و مخالفت سید روح‌الله خمینی
- ۱۳۴۴
  - تأسیس سازمان مجاهدین خلق ایران
- ۱۳۴۵
  - درگذشت محمد مصدق
- ۱۳۵۰
  - برگزاری جشن‌های ۲۵۰۰ ساله شاهنشاهی ایران در تخت جمشید با هزینه زیاد و شرکت سران حکومتی و پادشاهان ۶۹ کشور جهان
  - استقلال بحرین از بریتانیا و ایران
  - باز پس‌گیری جزایر سه‌گانه ابوموسی، تنب بزرگ و تنب کوچک از اشغال بریتانیا
  - برف و بوران ۱۳۵۰ ایران با مرگ بیش از ۴۰۰۰ نفر و مدفون‌شدن ۲۰۰ روستا زیر برف
- ۱۳۵۶
  - درگذشت علی شریعتی
- ۱۳۵۷
  - آتش‌سوزی سینما رکس آبادان
  - تشکیل شورای انقلاب اسلامی ایران به ریاست مرتضی مطهری و به پیشنهاد سید روح‌الله خمینی
  - تظاهرات ۱۷ شهریور
  - تظاهرات ۱۳ آبان
  - ترک ایران توسط محمدرضا پهلوی
  - بازگشت سید روح‌الله خمینی به ایران پس از ۱۴ سال تبعید
  - تشکیل دولت موقت ایران و انتصاب مهدی بازرگان به ریاست دولت توسط روح‌الله خمینی
  - پیروزی انقلاب اسلامی ایران، سقوط حکومت پهلوی و پایان نظام شاهنشاهی ایران
  - انتصاب صادق خلخالی به ریاست دادگاه‌های انقلاب اسلامی توسط سید روح‌الله خمینی و آغاز اعدام بیش از ۴۳۰ نفر از شخصیت‌های کشوری و لشکری دوران پهلوی از جمله امیرعباس هویدا[۲]
  - نخستین اعتراضات بر ضد حکومت جمهوری اسلامی از سوی زنان معترض به حجاب اجباری
- ۱۳۵۸
  - برگزاری همه‌پرسی نظام جمهوری اسلامی در ایران با رای آری ۹۸٫۲ درصد شرکت کنندگان و بنیانگذاری حکومت جمهوری اسلامی ایران
  - تأسیس سپاه پاسداران انقلاب اسلامی به دستور سید روح‌الله خمینی
  - لغو کاپیتولاسیون در ایران
  - ترور مرتضی مطهری توسط گروه فرقان
  - درگذشت سید محمود طالقانی
  - گروگان‌گیری در سفارت ایالات متحده آمریکا توسط دانشجویان پیرو خط امام و استعفای مهدی بازرگان و هیئت دولت موقت او
  - برگزاری همه‌پرسی قانون اساسی و تصویب قانون اساسی جمهوری اسلامی ایران با حدود ۹۹/۵ درصد آرا[۳]
  - تشکیل اولین دولت رسمی جمهوری اسلامی ایران و انتخاب شدن ابوالحسن بنی‌صدر به عنوان اولین رئیس‌جمهور ایران
- ۱۳۵۹
  - درگذشت محمدرضا پهلوی
  - آغاز جنگ ایران و عراق
- ۱۳۶۰
  - برکناری ابوالحسن بنی صدر از ریاست جمهوری به وسیله روح‌الله خمینی
  - ترور نافرجام سید علی خامنه‌ای در مسجد ابوذر تهران توسط گروه فرقان
  - انفجار در دفتر حزب جمهوری اسلامی منسوب به مجاهدین خلق و کشته شدن محمد بهشتی
  - انتخاب محمدعلی رجایی به عنوان دومین رئیس‌جمهور ایران
  - انفجار در دفتر نخست‌وزیری توسط مجاهدین خلق و کشته‌شدن محمدعلی رجایی و محمدجواد باهنر
  - انتخاب سید علی خامنه‌ای به عنوان سومین رئیس‌جمهور ایران و انتصاب میرحسین موسوی به نخست‌وزیری
- ۱۳۶۴
  - انتخاب حسینعلی منتظری به قائم مقامی رهبری توسط مجلس خبرگان رهبری
- ۱۳۶۷
  - سرنگونی پرواز شماره ۶۵۵ ایران ایر توسط ناو یواس‌اس وینسنس متعلق به نیروی دریایی ایالات متحده آمریکا بر فراز خلیج فارس و کشته‌شدن تمام ۲۹۰ سرنشین آن
  - اعدام دسته‌جمعی هزاران زندانی عقیدتی سیاسی به دستور سید روح‌الله خمینی
  - پایان جنگ ایران و عراق
- ۱۳۶۸
  - عزل حسینعلی منتظری از قائم مقامی رهبری
  - درگذشت سید روح‌الله خمینی
  - انتخاب سید علی خامنه‌ای به عنوان دومین رهبر جمهوری اسلامی ایران توسط مجلس خبرگان رهبری
  - برگزاری همه‌پرسی بازنگری قانون اساسی جمهوری اسلامی ایران و تصویب قانون اساسی جدید با ۹۷٫۵ درصد آرای مثبت
  - انتخاب اکبر هاشمی رفسنجانی به عنوان چهارمین رئیس‌جمهور ایران
- ۱۳۶۹
  - زمین‌لرزه ۱۳۶۹ رودبار و منجیل
- ۱۳۷۳
  - بمب‌گذاری در حرم امام رضا
- ۱۳۷۶
  - انتخاب سیدمحمد خاتمی به‌عنوان پنجمین رئیس‌جمهور ایران
  - آغاز حصر حسینعلی منتظری به اتهام انتقادات تند نسبت به نظام و رهبر جمهوری اسلامی
- ۱۳۷۷
  - وقوع قتل‌های زنجیره‌ای ایران
- ۱۳۷۸
  - حمله به کوی دانشگاه تهران
- ۱۳۸۲
  - زمین‌لرزه بم
- ۱۳۸۴
  - انتخاب محمود احمدی‌نژاد به‌عنوان ششمین رئیس‌جمهور ایران
- ۱۳۸۵
  - اعلام دستیابی به چرخه تولید انرژی هسته‌ای از سوی احمدی‌نژاد
- ۱۳۸۸
  - آغاز سلسله اعتراضات سراسری ۱۳۸۸ در اعتراض به نتیجه انتخابات ریاست جمهوری دهم
  - درگذشت حسینعلی منتظری
  - حصر خانگی میرحسین موسوی، زهرا رهنورد و مهدی کروبی از رهبران جنبش سبز
- ۱۳۸۹
  - اعدام عبدالمالک ریگی
- ۱۳۹۰
  - ترور شخصیت‌های هسته‌ای ایران
- ۱۳۹۲
  - آغاز مداخله نظامی جمهوری اسلامی در جنگ داخلی سوریه
  - انتخاب حسن روحانی به‌عنوان هفتمین رئیس‌جمهور ایران
- ۱۳۹۴
  - فاجعه منا
  - آغاز اجرای برجام
- ۱۳۹۵
  - درگذشت اکبر هاشمی رفسنجانی
  - آتش‌سوزی و ریزش ساختمان پلاسکو
- ۱۳۹۶
  - حملات تروریستی داعش به ساختمان مجلس شورای اسلامی و آرامگاه سید روح‌الله خمینی
  - حملات موشکی سپاه پاسداران به مقر داعش در دیرالزور سوریه در پاسخ به حملات داعش در تهران
  - زلزله کرمانشاه
  - وقوع اعتراضات دی ۱۳۹۶ ایران و کشته‌شدن دست‌کم ۵۰ تن از معترضان توسط جمهوری اسلامی
  - وقوع حادثه نفت‌کش سانچی
- ۱۳۹۷
  - خروج آمریکا از برجام و بازگشت تحریم‌ها
  - آغاز بحران اقتصادی ۱۳۹۹–۱۳۹۷ ایران و در نهایت رسیدن قیمت دلار آمریکا به رکورد ۳۰ هزار تومان و سکه طلا به رکورد ۱۵ میلیون تومان در ۱۰ مهر ۱۳۹۹[۴]
- ۱۳۹۸
  - قرار گرفتن سپاه پاسداران در فهرست گروه‌های تروریستی از سوی دولت آمریکا
  - وقوع اعتراضات آبان ۱۳۹۸ ایران به گرانی قیمت بنزین و قطعی سراسری اینترنت و کشته‌شدن بیش از ۱٫۵۰۰ تن از معترضان به‌دست حکومت جمهوری اسلامی
  - حمله هوایی دولت آمریکا به فرودگاه بین‌المللی بغداد و کشته شدن قاسم سلیمانی
  - حمله نیروی هوافضای سپاه پاسداران به پایگاه آمریکایی عین الاسد در عراق در پاسخ به کشتن قاسم سلیمانی
  - شلیک پدافند هوایی سپاه پاسداران به پرواز شماره ۷۵۲ هواپیمایی بین‌المللی اوکراین در مسیر تهران-کی‌یف و ساقط شدن آن در نزدیکی فرودگاه امام خمینی و کشته شدن همه ۱۷۶ نفر سرنشین آن
  - آغاز دنیاگیری کووید-۱۹ در ایران و درگذشت شمار زیادی از چهره‌های سیاسی، فرهنگی، ورزشی و هنری بر اثر ابتلا به این بیماری
- ۱۴۰۰
  - انعقاد قرارداد ۲۵ ساله همکاری مشترک ایران و چین
  - انتخاب سید ابراهیم رئیسی به عنوان هشتمین رئیس‌جمهور ایران

## افغانستان

### دهه ۱۳۰۰ (۱۹۲۲–۱۹۳۱)
- سلطنت امان‌الله خان، حبیب‌الله کلکانی و محمدنادرخان
- اصلاحات مدنی و اجتماعی محدود در دوره امان‌الله
- گسترش آموزش و تأسیس مدارس جدید
- توسعه شبکه جاده‌ها

### دهه ۱۳۱۰ (۱۹۳۲–۱۹۴۱)
- کشته شدن محمدنادر شاه و شروع سلطنت پسرش، محمدظاهر شاه
- افزایش نفوذ کشورهای خارجی به ویژه بریتانیا و شوروی در افغانستان
- تقویت اقتصاد کشاورزی و توسعه زیرساخت‌ها
- آغاز شکل‌گیری نخبگان سیاسی و فرهنگی جدید

### دهه ۱۳۲۰ (۱۹۴۲–۱۹۵۱)
- اعلام بی‌طرفی افغانستان در جنگ جهانی دوم
- تأسیس نخستین دانشگاه (دانشگاه کابل) در ۱۳۲۴
- گسترش فرهنگ و ادبیات معاصر افغانستان
- افزایش کمک‌های خارجی برای توسعه اقتصادی (کمک‌های شوروی و آمریکا)

### دهه ۱۳۳۰ (۱۹۵۲–۱۹۶۱)
- اجرای برنامه‌های توسعه اقتصادی و صنعتی
- اصلاحات ارضی محدود
- تأسیس احزاب سیاسی و فعالیت‌های اجتماعی
- رشد روزافزون شهرنشینی و فرهنگ مدرن

### دهه ۱۳۴۰ (۱۹۶۲–۱۹۷۱)
- تصویب قانون اساسی ۱۳۴۳ (۱۹۶۴ میلادی) و آغاز دوره دموکراسی مشروطه
- ثبات سیاسی و رشد جنبش‌های سیاسی چپ و راست
- تاسیس حزب دموکراتیک خلق افغانستان (۱۹۶۵)
- توسعه رسانه‌ها و فرهنگ معاصر

### دهه ۱۳۵۰ (۱۹۷۲–۱۹۸۱)
- کودتای داوود خان و برپایی جمهوری (۱۳۵۲)
- کودتای حزب خلق و سقوط داوود (۱۳۵۷)
- شروع جنگ‌های داخلی و مقاومت علیه کمونیست‌ها
- تهاجم شوروی به افغانستان (۱۳۵۸/۱۹۷۹)

### دهه ۱۳۶۰ (۱۹۸۲–۱۹۹۱)
- مهاجرت و پناه‌جویی انبوه افغانستانی‌ها به پاکستان و ایران
- مقاومت مجاهدین علیه حکومت کمونیستی و نیروهای شوروی
- خروج نیروهای شوروی (۱۳۶۷/۱۹۸۹)
- تشدید نبرد مجاهدین و حکومت کابل
- بحران‌های انسانی و آوارگی گسترده
- تأسیس ائتلاف‌های مختلف سیاسی و نظامی مجاهدین

### دهه ۱۳۷۰ (۱۹۹۲–۲۰۰۱)
- سقوط رژیم کمونیستی و اعلام جمهوری اسلامی (۱۳۷۱)
- درگیری گروه‌های مجاهدین و تخریب کابل
- ظهور طالبان و تصرف کابل (۱۳۷۴–۱۳۷۵)
- تحمیل قوانین سخت‌گیرانه مذهبی و محدودیت‌های اجتماعی
- تأثیر منفی شدید بر اقتصاد و فرهنگ

### دهه ۱۳۸۰ (۲۰۰۲–۲۰۱۱)
- سقوط طالبان پس از حمله آمریکا و ایجاد دولت موقت
- دوره حکومت حامد کرزی و تلاش برای بازسازی و توسعه افغانستان
- ۲ انتخابات ریاست جمهوری و ۲ دوره پارلمان
- بازسازی نهادهای دولتی و زیرساخت‌ها
- بازگشت نسبی آزادی‌های اجتماعی و فرهنگی
- توسعه رسانه‌ها و آموزش
- گسترش کمک‌های بین‌المللی و پروژه‌های عمرانی
- افزایش ناامنی‌ها و ادامه جنگ با طالبان

### دهه ۱۳۹۰ (۲۰۱۲–۲۰۲۱)
- ادامه درگیری‌های نظامی و تلاش برای صلح
- ۲ دوره انتخابات ریاست جمهوری و ۱ دوره پارلمانی
- دوره حکومت اشرف غنی (۱۳۹۳) و تلاش برای تقویت دموکراسی و مبارزه با فساد
- رشد بخش خصوصی و توسعه اقتصادی محدود
- افزایش آمار فساد
- افزایش حضور زنان در عرصه‌های اجتماعی و فرهنگی
- مذاکرات صلح با طالبان
- سقوط مجدد کابل به دست طالبان (۱۴۰۰/۲۰۲۱) و فروپاشی نظام جمهوری اسلامی افغانستان
- خروج نیروهای امریکایی